# PWL
Pete Waterman Limited är ett skivbolag och en inspelningsstudio i England, som hade sin storhetstid på 1980-talet då bolagets musikproducent Stock Aitken Waterman producerade många hitlåtar.